# Pericoma crenophila
Pericoma crenophila és una espècie d'insecte dípter pertanyent a la família dels psicòdids que es troba a Europa: Alemanya.